# Lars Wistedt
Lars Magnus Wistedt (3 de marzo de 1964 - 25 de noviembre de 2024) fue un oficial militar sueco, especialista en seguridad y político del partido Demócratas de Suecia que fue miembro del Riksdag entre 2022 y 2024 en representación del distrito electoral del condado de Uppsala. 

## Biografía
Wistedt nació en 1964. Se graduó de la Universidad de Defensa Sueca⁣, tras lo cual se unió al Ejército Real Sueco como oficial. Posteriormente, sirvió como oficial de inteligencia en el Regimiento de Comando y Control, especializado en operaciones extranjeras. Después de dejar el ejército, trabajó como consultor de seguridad en varios países, incluidos África y Oriente Medio. 
Comenzó a actuar en el SD en Haga, donde formó parte del comité ejecutivo del partido y se centró en cuestiones relacionadas con los impuestos y la educación.  En las elecciones generales suecas de 2022, Wistedt se presentó como candidato del partido en el distrito electoral del condado de Uppsala y fue elegido miembro del Riksdag. Ocupó el escaño 287 en el parlamento.   En el Riksdag formó parte de los comités de defensa, educación y constitución. 
Murió el 25 de noviembre de 2024 mientras viajaba con una delegación de la OTAN en Canadá. 